# Otto Wilhelm von Perbandt (Beamter, 1723)
Otto Wilhelm von Perbandt (geb. am 5. Juni 1723 in Podewitten; gest. am 10. Juni 1792 in Langendorf) war ein preußischer Landrat und Landesdirektor.

## Herkunft
Otto Wilhelm von Perbandt war Angehöriger des altpreußischen Uradelsgeschlechts Perbandt. Er war der Sohn von George Christoph von Perbandt (1674–1744), Erbherr auf Podewitten und Langendorf, Hof- und Legationsrat, Kammerrat und Amtshauptmann von Ragnit. Seine Mutter war Magdalena Sabina (1686–1754), geb. von Ramin auf Stolzenburg. Seine ältere Schwester war Barbara Sabina von Perbandt (1716–1781).

## Leben
Am 29. Januar 1741 immatrikulierte er sich an der Universität Königsberg für ein Studium der Rechtswissenschaften. 1756 erhielt er eine Nominierung für das Amt als Landrat für den Kreis Tapiau. Da Friedrich II. den Kandidaten zu diesem Zeitpunkt noch nicht für geeignet hielt, erfolgte vorerst keine Bestallung. Nachdem Johann George Goetz neben dem Landkreis Insterburg den zweiten von ihm betreuten Kreis Tapiau als Landrat im Jahr 1765 aufgegeben hatte, wurde von Perbandt dort sein Nachfolger. Während seiner Amtszeit als Landrat im Kreis Tapiau bis 1792 wurde er mit dem Prädikat Landesdirektor ausgezeichnet. Nach dem Tod im Juni 1792 führte zunächst sein Sohn George Friedrich Otto von Perbandt (1760–1825) bis zum Juli des Jahres die Amtsgeschäfte als Landrat fort. Nachfolgender Landrat wurde noch 1792 Carl Wilhelm Friedrich von der Groeben.

## Persönliches
Otto Wilhelm von Perbandt war Erbherr auf Langendorf, Podewitten, Schiebenau und Glückslacken. Er war seit April 1757 mit Magdalena Sophie (1727–1760), Tochter des Landrats Jürgen Bernd von Ramin (1693–1775) auf Stolzenburg, verheiratet. Sein Sohn George Friedrich Otto von Perbandt (1760–1825) erbte nach dem Tod seines Vaters ein großes Vermögen. Er hatte ebenfalls in Königsberg studiert, wurde Kreisdeputierter und war 1792 kurzzeitig interimistischer Landrat des Kreises Tapiau. Obwohl er auf eine Bewerbung um das Amt als Landrat verzichtet hatte, um sich seinen wirtschaftlichen Angelegenheiten zuzuwenden, erwarb er mit Hilfe von Schroetters das Prädikat Landrat. Er war Erbherr auf Eichen, Langendorf und Podewitten.